# ويليام هارمون
ويليام هارمون (بالإنجليزية: William Harmon)‏ هو شاعر أمريكي، ولد في 1938.